# L'Adoubement
L'Adoubement est une peinture de l'artiste britannique Edmund Leighton. C'est l'une des nombreuses peintures réalisées par Leighton dans les années 1900 sur le thème de la chevalerie, aux côtés notamment de Dieu te protège (God Speed en anglais) en 1901 et The Dedication en 1908. Elle a été décrite comme l'une des œuvres les plus connues de Leighton et l'un des tableaux les plus reconnaissables de cette période.